# Рафуна
Рафуна је насеље у Србији у општини Лебане у Јабланичком округу. Према попису из 2022. било је 28 становника.
Према причању старих предака, назив потиче од имена једног Арнаутина Малић Рафуне, вероватно старешине села. Пре доласка Арнаута, насеље је носило назив Тумарце.
У њеном атару налази се манастир Светог Пантелејмона.

## Клима
Насеље се налази на подручју где највише утицаја има умерено континентална клима. Обзиром на планински положај клима поприма и одлике субпланинске.
Најхладнији месец је јануар са средњом температуром од -0, -3 °C, а најтоплији је јул са 20 °C. У вегетативном периоду, средња температура ваздуха износи 17 °C за равничарски део општине, а око 30 °C брдско – планински део. Зима у неким годинама траје читавих 6 месеци, па се догађа да се на северним падинама снега буде и до Ускрса у Милошајским буквама.
Од зависности од годишњих доба, облачност је различита. Магле има током целе године, а највише у новембру и децембру, просечно око 10% а у току године од укупних броја дана у години. Ветрови дувају најчешће из северног правца, посебно у зимској сезони. У пролеће дува јужни ветар – развигорац.

## Природа

### Биљни свет
Некада је овај простор био прекривен густим шумама и осталим растињем. Све површине су биле државне. Један део, готово половина насеља, покривене шумским парцелама који су крчене ради подизања кући и стварања обрадивих површина. Интензивно крчење шума настаје од 1912. године па све до краја Другог светског рата. Шуме су заступљене углавном на северним падинама и на не планинским земљиштима.
Најраспрострањеније врсте шума су храстове и букове шуме. Поред букве и храста, у селу има: липе, врбе, новозасађених топола, багрема, бора, зова. Врба покрива готово цели ток потока, док лески покрива северне стране поточића.
Од воћака распрострањено је: орах, леска, купина, шумска јагода, трешње, дрен, клека, шимшир. По шумама и у њиховој непосредној близини расте и кукурек, папрат и његове врсте: навала и коњски реп, дивља јагода, дивља ружа, љубичица, љутић, јаглика, шумски каранфил, разне врсте маховине, гљива (Јестива: вргањ, јајчаре, шампињони и лисичара. (Отровна: пантерка, зелена пупавка и мухара.) Међу биљкама има и лековитих врста: мајчина душица, врнилова трава (горски чај), кантарион камилица, дивља нана.

### Животињски свет
Постоји разноврстан животињски свет. Од дивљих животиња настањене су: зец, који је најзаступљенији, лисица, дивља свиња, вук, срна, јелен, ласица, куна, веверица, твор, пух, пољски миш, јазавац, јеж, корњача, пуж са кућицом и пуж голаћ.
Од гмизавца, настањени су: змија шарка и змија поскок (отровнице), белушка, слепић, смук, даждевњак, разне врсте глиста.
Од инсеката има разних врста скакаваца, лептира, оса, мува, мрава.
Због каскадних препрека у водотоку Рафунског потока, речна риба је успела да, уз поток дође до Лекине воденице (Лесје) у Шиловачком ратару.
Од водоземаца, настањене су: крастава жаба, зелена жаба, и др.
Од птица, у атару насеља станују стално: врабац, дрозд, чворак, кос, сојка, детлић, славуј, орао, соко, чавка, врана, јаребица, голуб, препелица, сова и сеница.

## Привреда
Од насељавања па све до данас главна привредна делатност становништва је пољопривреда. У оквиру делатности, становништво се данас бави: сточарством, ратарством, воћарством, повртарством, а раније се бавило виноградарством и воденичарством.

### Сточарство
Сточарство је заступљено још од досељавања. Досељеници су са собом повели и по које грло крупне или ситне стоке. Стока им је била потребна за вучу, производњу хране ( меса, млека,јаја), израду обуће и одевних предмета.
Од млека су производили кајмак, маслац и сир. Ради добијања маслаца млеко се третира, то јест буцка помоћу бучке (бучке). Маслац се данас не производи па је потреба за коришћење бучке престала.

### Ратарство
За становнике насеља, обрада земље орањем и гајењем житарица, основ су опстанка на овом простору. Зато су сва домаћинства одмах по досељењу почела да узгајају житарске културе стално увећавајући обрадиве површине. Од ратарских култура гаји се: кукуруз, пшеница, јечам, раж и овас. Пшеница се мање гајила. Овас се гајио за исхрану стоке.
Јечам због најранијег сазревања служио је за спремање првог хлеба док не стигне пшеница, а и за исхрану стоке.
Ради сортирања семена за сетву, пшеница из амбара, третирана је помоћу трјера или ресета и на тај начин су издвајана чиста зрна за жетву.
Извесно време је од ражи спреман напитак у место кафе.
У овом периоду обрада земље вршена је искључиво запрегом говеђом или коњском, уз употреби ралица или дрљача.
Од шездесетих година прошлог века, хлеб се за људску исхрану спремао од пшеничног брашна. Јечам, раж и овас се данас више не гаје.
За одржавање засејаних култура користе се савремена средства заштите и прихране.
Обрађују се само родне површине. Највећи део тих површина обрађују се тракторима, али још увек коњском или говеђом запрегом. За сејање, где је могуће, користе се сејалице, за тањирање – тањираче, за жетву – комбајни.
Тамо где није могуће коришћење ове механизације орање се врши ралицама, припрема за сетву – дрљачама, сетва ручно, покривање - дрљачама, жетва косачицом или ручно, а вршидба – вршалицом.
Кукуруз се сади ручно, окопава ручно уз претходно обрађивање копачицом, фрезом и култиватором .
Затим се бере ручно и после брзо скида са клипа ручно или ручном круњачом.

### Воћарство
Воћарство има значајну улогу у животу мештана. Свако домаћинство посебну пажњу посвећује воћарству. Воћарство им је извор потребних намерница за употребу у току године, али и извор новчаних прихода. Гаји се следеће воће: шљива, крушка, трешња, вишња, јабука, орах, дуња, дуд, леска, јагода, малина, купина.
Свако домаћинство, на свом имању има по једно или више стабла домаћег ораха. У другој половини прошлог века велики број стабла је уништен продајом као техничко дрво.
Плод ораха се користи за потребе домаћинства и продају на пијаци.
Леска расте као дибља не гаји се посебно. Постоје покушаји засађивање мањих парцела, али за сада без већег успеха у гајењу.
Дуд је растао у првој половини прошлог века када је гајена буба. Данас има преосталих стабала којима се не поклања никаква пажња.
Воћарске културе су гајене због производње ракије. Ракија се производила, а и данас се производи на традиционални начин. Свако домаћинство поседовало је одговарајући број каца за смештај комина и буради за смештај ракије. Поједина домаћинство имала су казан за печење ракије. У почетку то су били непокретни зидани казани, а у другој половини XX века машински казани.

### Виноградарство
Ради производње вина за своје потребе домаћинства су имала засаде винограда. Према евиденцији Катастра непокретности у Лебану, шездесетих година прошлог века у насељу је било засађених 42 ара винове лозе. Били су то засади црног грожђа, пловдине и по које гиџе тамњаника.

### Повртарство
Свако домаћинство за своје потребе производило је повртарске културе на сопственом имању. Од ових култура гајене су паприка, купус, парадајз, кромпир, пасуљ, боранија, црни и бели лук, празилук. Плодови повртарских култура користи се за свакодневну исхрану и спремање зимнице: туршија, ајвар, парадајз, кисели купус.

### Пчеларство
чувањем пчела бавили су се поједини сељани. У почетку пчеле су чуване у шупљинама дрвећа онако како су пронађене тако што би део дрвета био одсечен и донесен кући.
Нешто касније пчеле се чувају у трнкама – вршкарама, а после, седамдесетих година XX века ретки појединци пчеле чувају у кошницама – сандуцима.

### Индустријско биље
Конопљу, семењајку и бељајку, гајило је свако домаћинство а лан само по неко. Од овог биља до краја прве половине XX века, гајили су се конопље и лан.

### Воденичарство
Од досељавања па све до шездесетих година прослог века, брашно за производњу хлеба, трице и прекрупу за исхрану стоке, становници су обезбеђивали млевењем житарица у воденицама званим ‘намоћаре’. У насељу је укупно било 18 воденица, распоређених уз поток улаза из Шилова где је била прва, па све тако до последње.

## Образовање
Двадесет година од првих досељавања створени су услови за школовање. Документација ових школа не постоји до педесетих година 20. века, тако да до овог времена нема података о лицима који су из Рафуне похађала и завршила основну школу. Ипак, постоје трагови o појединцима који су у то време похађали и завршили школу.
У Рафунску школу ишла су деца из доњег, северног дела села. Деца из горњег, јужног дела, ишла су у школу у Бувцу. Пре отварања школе у Рафуни сва деца из насеља ишла су у Бувску школу. Први пут се пети разред отвара школске 1953/54 године.
Ученици након петог разреда нису могли да наставе школовање у шести разред јер није било дозвољено отварање шестог разреда.

## Демографија
У насељу Рафуна живи 120 пунолетних становника, а просечна старост становништва износи 55,8 година (53,5 код мушкараца и 58,3 код жена). У насељу има 54 домаћинства, а просечан број чланова по домаћинству је 2,43.
Ово насеље је у потпуности насељено Србима (према попису из 2002. године), а у последња три пописа, примећен је пад у броју становника.
|  |

| Демографија | Демографија | Демографија |
| Година      | Становника  | Становника  |
| ----------- | ----------- | ----------- |
| 1948.       | 450         |             |
| 1953.       | 510         |             |
| 1961.       | 504         |             |
| 1971.       | 390         |             |
| 1981.       | 235         |             |
| 1991.       | 173         | 173         |
| 2002.       | 131         | 131         |
| 2011.       | 76          |             |
| 2022.       | 28          |             |

| Етнички састав према попису из 2002.‍ | Етнички састав према попису из 2002.‍ | Етнички састав према попису из 2002.‍ | Етнички састав према попису из 2002.‍ | Етнички састав према попису из 2002.‍ |
| ------------------------------------ | ------------------------------------ | ------------------------------------ | ------------------------------------ | ------------------------------------ |
|                                      |                                      |                                      |                                      |                                      |
| Срби                                 | Срби                                 |                                      | 131                                  | 100,0%                               |

| Година пописа     | 1948. | 1953. | 1961. | 1971. | 1981. | 1991. | 2002. |
| ----------------- | ----- | ----- | ----- | ----- | ----- | ----- | ----- |
| Број домаћинстава | 67    | 73    | 86    | 85    | 74    | 62    | 54    |

| Број чланова      | 1  | 2  | 3 | 4 | 5 | 6 | 7 | 8 | 9 | 10 и више | Просек |
| ----------------- | -- | -- | - | - | - | - | - | - | - | --------- | ------ |
| Број домаћинстава | 12 | 27 | 9 | 0 | 2 | 1 | 2 | 1 | 0 | 0         | 2,43   |

| Пол    | Укупно | Неожењен/Неудата | Ожењен/Удата | Удовац/Удовица | Разведен/Разведена | Непознато |
| ------ | ------ | ---------------- | ------------ | -------------- | ------------------ | --------- |
| Мушки  | 62     | 10               | 46           | 6              | 0                  | 0         |
| Женски | 58     | 0                | 46           | 12             | 0                  | 0         |
| УКУПНО | 120    | 10               | 92           | 18             | 0                  | 0         |

| Пол    | Укупно                    | Пољопривреда, лов и шумарство | Рибарство                            | Вађење руде и камена | Прерађивачка индустрија       |
| ------ | ------------------------- | ----------------------------- | ------------------------------------ | -------------------- | ----------------------------- |
| Мушки  | 57                        | 55                            | 0                                    | 0                    | 0                             |
| Женски | 45                        | 45                            | 0                                    | 0                    | 0                             |
| УКУПНО | 102                       | 100                           | 0                                    | 0                    | 0                             |
| Пол    | Производња и снабдевање   | Грађевинарство                | Трговина                             | Хотели и ресторани   | Саобраћај, складиштење и везе |
| Мушки  | 0                         | 0                             | 1                                    | 0                    | 0                             |
| Женски | 0                         | 0                             | 0                                    | 0                    | 0                             |
| УКУПНО | 0                         | 0                             | 1                                    | 0                    | 0                             |
| Пол    | Финансијско посредовање   | Некретнине                    | Државна управа и одбрана             | Образовање           | Здравствени и социјални рад   |
| Мушки  | 0                         | 0                             | 0                                    | 1                    | 0                             |
| Женски | 0                         | 0                             | 0                                    | 0                    | 0                             |
| УКУПНО | 0                         | 0                             | 0                                    | 1                    | 0                             |
| Пол    | Остале услужне активности | Приватна домаћинства          | Екстериторијалне организације и тела | Непознато            | Непознато                     |
| Мушки  | 0                         | 0                             | 0                                    | 0                    | 0                             |
| Женски | 0                         | 0                             | 0                                    | 0                    | 0                             |
| УКУПНО | 0                         | 0                             | 0                                    | 0                    | 0                             |

### Становништво
Досељавање становништва у насеље је последица процеса и догађаја који су се одигравали у историји српског народа, нарочито при крају XVII, другој половини XVIII, и у другој половини XIX века. Етнички састав становништва је српског порекла, православне вере.
Село припада разбијеном типу, те су махале распоређене на већим растојањем и налазе се углавном на врховима брда и превојима.